# Фелдіоара (Уча, Брашов)
Фелдіоара (рум. Feldioara) — село у повіті Брашов в Румунії. Входить до складу комуни Уча.
Село розташоване на відстані 187 км на північний захід від Бухареста, 73 км на захід від Брашова, 136 км на південний схід від Клуж-Напоки.

## Населення
За даними перепису населення 2002 року у селі проживали 224 особи, з них 223 особи (99,6%) румунів. Рідною мовою 223 особи (99,6%) назвали румунську.